# Lewis and Clark River
Der Lewis and Clark River ist ein Nebenfluss des Columbia River mit einer Länge von ungefähr 32 km in Nordwestoregon in den USA. Er wurde benannt nach der Lewis-und-Clark-Expedition. Er entspringt in den Bergen des Clatsop County, nahe der Quelle des Youngs River, fließt zuerst nach Westen und dann nach Norden und mündet in die Youngs Bay, die Teil des Columbia Rivers kurz vor seiner Mündung in den Pazifik ist.
Er hat 6 kleine Zuflüsse.